# Little Big Girl
«Little Big Girl» (рус. Маленькая большая девочка) — двенадцатая серия восемнадцатого сезона мультсериала «Симпсоны».

## Сюжет
Когда Лиза пытается найти что-то интересное и интригующее в истории своей семьи для школьной презентации, она придумывает историю о том, что её предки — коренные американцы племени Хитачи, ведь это всего лишь школьный проект. То, что начинается с невинного приукрашивания, быстро превращается в паутину лжи, когда Лизу выбирают представлять школу в городской ратуше, а затем как основной доклад на Государственный Американский Племенной Совет Североамериканских Индейцев. Лиза признаётся, что она не является представительницей коренного населения Америки, но оказывается, что почти все на совете тоже обманщики (а Гомер позже говорит Лизе, что в числе предков Симпсонов и правда были индейцы, хоть и по другой фамильной линии, просто она не спросила его).
В качестве награды за героический поступок (случайное тушение грандиозного пожара) Барт получает водительские права и, пытаясь убежать от бесконечных семейных заданий и передряг, уезжает в близлежащий город, где встречает Дарси (которую озвучивает Натали Портман), с которой у него завязываются романтические отношения. Дарси думает, что Барт уже достаточно взрослый, и предлагает ему пожениться. Тогда мальчик признаётся, что ему 10 лет, а Дарси в ответ делает признание о своей беременности. Она решила выйти замуж за Барта, чтобы избежать гнева своей религиозной семьи. Пара уезжает в Юту, где разрешены подобные браки, но Симпсоны и родители Дарси находят их и возвращают домой.

## Культурные отсылки
- Название серии заимствовано из фильма «Маленький большой человек» 1970 года.

## Интересные факты
- Это второй раз, когда Барт получает водительские права, в первый раз он получил в серии «Bart on the Road».
- Огденвилль и Норт Хэвербрук до этого были упомянуты в серии «Marge vs. the Monorail».
- В конце серии Гомер напевает известную колыбельную песню «Twinkle, Twinkle, Little Star».
- Стереотип о полигамии среди мормонов, составляющих большинство населения Юты, так силен, что священник подозревает Барта в гомосексуализме, когда тот говорит, что будет жениться только на одной женщине.

## Саундтрек
- Во время пожара играет песня Рэймонда Скотта «Powerhouse».
- Мелодия, играющая во время поездок Барта в Норт Хэвербрук — «Low Rider» в исполнении группы «War».
- Песня во время альтернативной заставки (Барт на машине) — «Jessica» в исполнении «Allman Brothers Band». Эта песня также является музыкальной темой британского автошоу «Top Gear».
- Во время представлений Барта о совместной жизни играет мелодия из оперы «Князь Игорь» Александра Бородина.